# Актачи (Сакский район)
Актачи́ (укр. Актачи, крымскотат. Aqtaçı, Акътачы) — исчезнувшее село в Сакском районе Республики Крым (согласно административно-территориальному делению Украины — Автономной Республики Крым), располагавшееся на западе района, в степной части Крыма, примерно в 1 километре западнее современного села Порфирьевка.

### Динамика численности населения
| - 1806 год — 64 чел. - 1889 год — 71 чел. - 1892 год — 24 чел. | - 1900 год — 34 чел. - 1926 год — 62 чел. |

## История
Первое документальное упоминание сёл встречается в Камеральном Описании Крыма… 1784 года, судя по которому, в последний период Крымского ханства Антжи входил в Байнакский кадылык Козловскаго каймаканства.
После присоединения Крыма к России (8) 19 апреля 1783 года, (8) 19 февраля 1784 года, именным указом Екатерины II сенату, на территории бывшего Крымского Ханства была образована Таврическая область и деревня была приписана к Евпаторийскому уезду. После Павловских реформ, с 1796 по 1802 год, входила в Акмечетский уезд Новороссийской губернии. По новому административному делению, после создания 8 (20) октября 1802 года Таврической губернии, Актачи был включён в состав Кудайгульской волости Евпаторийского уезда.
По Ведомости о волостях и селениях, в Евпаторийском уезде с показанием числа дворов и душ… от 19 апреля 1806 года в деревне Актачи числилось 12 дворов, 62 крымский татарина и 2 ясыров. На военно-топографической карте генерал-майора Мухина 1817 года деревня Ахтачи обозначена с 14 дворами. После реформы волостного деления 1829 года Актачи, согласно «Ведомости о казённых волостях Таврической губернии 1829 г» остался в составе Кудайгульской волости. Затем, видимо, вследствие эмиграции крымских татар в Турцию, деревня заметно опустела и на карте 1842 года Актачи обозначен условным знаком «малая деревня», то есть, менее 5 дворов.
Вновь название встречается в работе профессора А. Н. Козловского 1867 года «Сведения о количестве и качестве воды в селениях, деревнях и колониях Таврической губернии, собраны для приведения в известность местностей, крайне нуждающихся в мелкой пресной воде, и составления за тем систематического плана обводнения оных», согласно которой вода в колодцах деревни Актачи Чотайской волости была «хорошая, пресная», а глубина колодцев достигала 20—25 саженей (42—53 м).
На трехверстовой карте Шуберта 1865—1876 года в деревне Актачи обозначено 4 двора. В «Памятной книге Таврической губернии 1889 года», по результатам Х ревизии 1887 года, в деревне Актач числилось 14 дворов и 71 житель. Согласно «…Памятной книжке Таврической губернии на 1892 год», в деревне Актачи, входившей в Актачинский участок, было 24 жителя в 5 домохозяйствах.
Земская реформа 1890-х годов в Евпаторийском уезде прошла после 1892 года, в результате Актачи приписали к Донузлавской волости. По «…Памятной книжке Таврической губернии на 1900 год» в деревне числилось 34 жителя в 2 дворах. В Статистическом справочник Таврической губернии. Ч.II-я. Статистический очерк, выпуск пятый Евпаторийский уезд, 1915 год, Актачи не значатся.
После установления в Крыму Советской власти, по постановлению Крымревкома от 8 января 1921 года № 206 «Об изменении административных границ» была упразднена волостная система и село вошло в состав Евпаторийского района Евпаторийского уезда, а в 1922 году уезды получили название округов. 11 октября 1923 года, согласно постановлению ВЦИК, в административное деление Крымской АССР были внесены изменения, в результате которых округа были отменены и произошло укрупнение районов — территорию округа включили в Евпаторийский район. Согласно Списку населённых пунктов Крымской АССР по Всесоюзной переписи 17 декабря 1926 года, в селе Ак-Тачи, Болек-Аджинского сельсовета Евпаторийского района, числилось 14 дворов, все крестьянские, население составляло 62 человека, из них 32 украинца и 30 русских. Встречается на километровой карте Генштаба 1941 года и на двухкилометровке РККА 1942 года. В дальнейшем в доступных источниках не встречается.